# Вишнёвое (Шевченковский район)
Вишнёвое (укр. Вишневе) — бывшее село в Петропольском сельском совете Шевченковского района Харьковской области. Село ликвидировано.

## История
Располагалось на Вишнёвом Яру. Находилось на расстоянии в 4 км от села Ставища и в 2-х км от бывшего села Весёлого.
В 1940-х годах именовалось как Вишнёвый.